# Assé-le-Boisne
Assé-le-Boisne is een gemeente in het Franse departement Sarthe (regio Pays de la Loire). De plaats maakt deel uit van het arrondissement Mamers. Assé-le-Boisne telde op 1 januari 2022 898 inwoners.

## Geografie
De oppervlakte van Assé-le-Boisne bedroeg op 1 januari 2022 28,39 vierkante kilometer; de bevolkingsdichtheid was toen 31,6 inwoners per km².

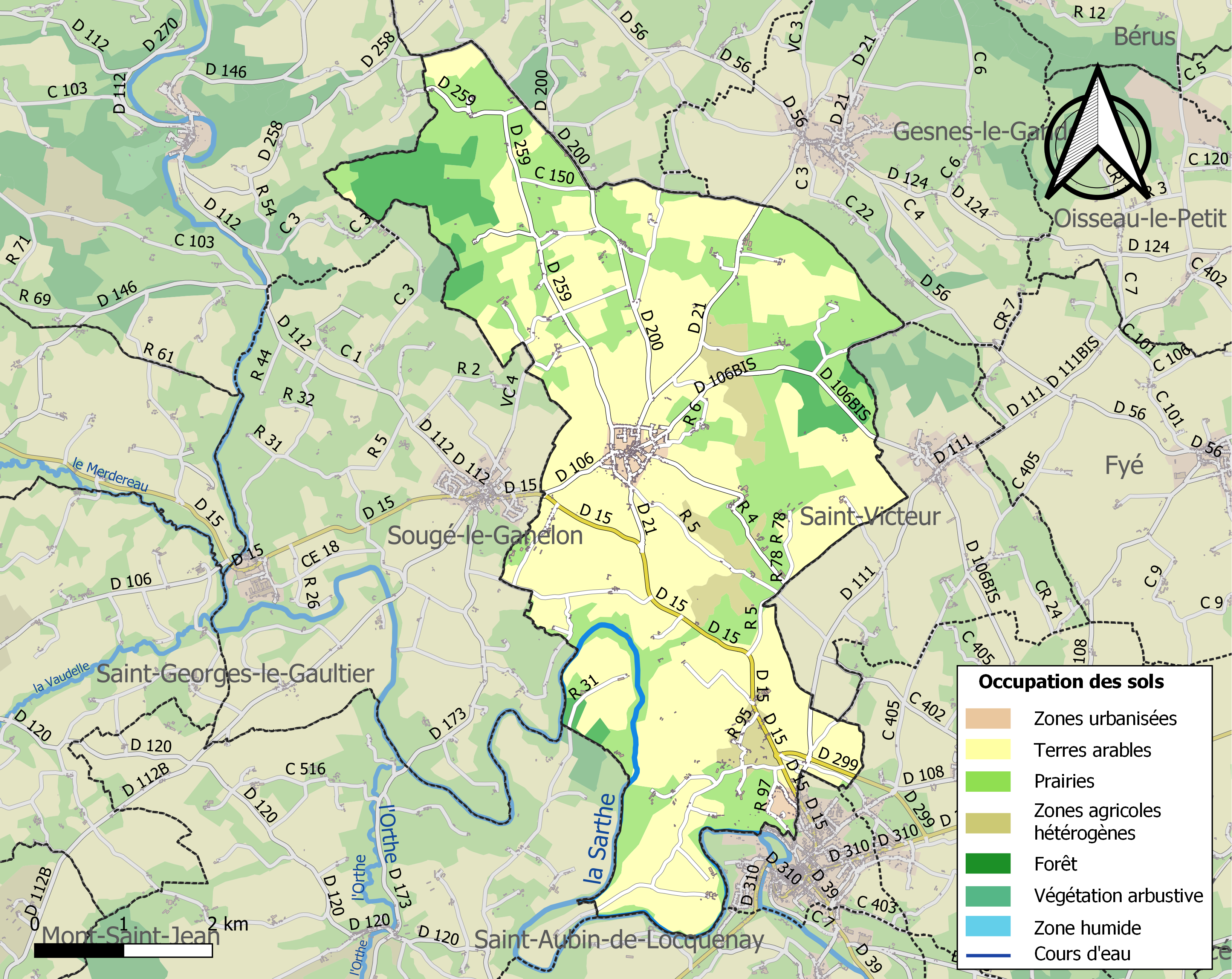
Kaart van de gemeente met de belangrijkste infrastructuur, bodemgebruik en omliggende gemeenten

{

## Demografie
Onderstaande figuur toont het verloop van het inwonertal (bron: INSEE-tellingen).